# This is welfare (nummer)
This is welfare is een single van de Nederlandse groep The Dutch. Het is afkomstig van hun minialbum ‘’This is Welfare’’. Dat album bevatte vijf tracks in This Is Welfare (een minuut langer dan de single), The Good Earth, Where Did The Inquisition Fail, The End of ideology en Civil Service Playing Time. Op de single This Is Welfare lijkt de zangstem van Hans Croon op die van Peter Hammill. Het album en de single zijn opgenomen in de Studio Spitsbergen in Zuidbroek. In oktober 1983 werd het nummer op vinylsingle uitgebracht.

## Achtergrond
Het is een plaat in het genre doemdenken, zoals Kees van Kooten het zou benoemen. In de tekst van het nummer wordt gerefereerd aan een instortende brug, een kernramp en de Tweede Wereldoorlog met Adolf Hitler. Alle ellende voortgebracht door welvaart. Ook het armageddon wordt aangehaald. Toch blijft de muziek lichtvoetig, zo zwaar als nichegenoot The Cure destijds klonk werd het niet. De plaat kan gezien worden als nabeschouwing op de antikernwapendemonstratie van 21 november 1981.
In Nederland werd de plaat in het najaar van 1983 veel gedraaid op Hilversum 3 en werd een radiohit in de destijds drie landelijke hitlijsten op de nationale publieke popzender. De plaat bereikte de 25e positie in de Nederlandse Top 40, de 28e positie in de TROS Top 50 en de 44e positie in de Nationale Hitparade. In de Europese hitlijst op Hilversum 3, de TROS Europarade, werd géén notering behaald.
In België werd de plaat ook regelmatig gedraaid op de radio, echter werd géén notering behaald in zowel de voorloper van de Vlaamse Ultratop 50 als de Vlaamse Radio 2 Top 30 en de Waalse hitlijst.

## Hitnoteringen
Het bleef een eendagsvlieg, ook in de NPO Radio 2 Top 2000.

### Nederlandse Top 40
| Positie: | 35 | 27 | 25 | 29 | 39 | uit |

### Nationale Hitparade
| Positie: | 47 | 44 | uit |

### TROS Top 50
Hitnotering: 20-10-1983 t/m 24-11-1983. Hoogste notering: #28 (1 week).

### NPO Radio 2 Top 2000
This is welfare stond alleen in 2001 in de NPO Radio 2 Top 2000, op plek 1806.